# DOBAG-Initiative
DOBAG ist das türkische Akronym für „Doğal Boya Araştırma ve Geliştirme Projesi“ – das Projekt für die Erforschung und Entwicklung von Naturfarben. Ziel des Projekts ist die Wiederbelebung des traditionellen anatolischen Kunsthandwerks des Teppichknüpfens, mit dessen Hilfe auch ländlichen Regionen der Türkei eine regelmäßige Einkommensquelle verschafft werden soll.

## Hintergrund und Geschichte
Die DOBAG-Initiative ging 1981 von Harald Böhmer (1931–2017) aus, einem deutschen Lehrer, der am Deutschen Gymnasium in Istanbul Naturwissenschaften unterrichtete, angeregt durch die Arbeiten der Fotografin und Sammlerin Josephine Powell (1919–2007). Im Rahmen seiner Tätigkeit als Lehrbeauftragter für Textilien und Naturfarben an der Istanbuler Marmara-Universität führte Boehmer chemische Analysen der Farbstoffe in Wollproben antiker türkischer Teppiche durch, die in den Museen Istanbuls aufbewahrt werden. Aus seiner Initiative entstand gemeinsam mit der Deutschen Gesellschaft für Technische Zusammenarbeit und der Marmara-Universität Istanbul das DOBAG-Projekt zur Wiederbelebung des traditionellen Knüpfhandwerks in Anatolien. Die Ideen des Projekts wurden von anderen Werkstätten der Region aufgenommen und fanden auch in anderen Ländern Verbreitung, die nun ebenfalls wieder anfingen, auf traditionelle Weise Teppiche zu produzieren. In der Folge entwickelte sich eine „Renaissance“ der Teppichherstellung mit handgesponnener, mit Naturfarben gefärbter Wolle. Der DOBAG-Initiative kommt somit kunsthistorische Bedeutung zu, da sie den Anfang der Wiederbelebung einer seit fast einem Jahrhundert in Vergessenheit geratenen Tradition bildet. Geknüpfte Teppiche spielen eine wesentliche Rolle in der islamischen Alltagskultur und in der Geschichte der Islamischen Kunst.

### Synthetische Farben in Orientteppichen
Traditionelle Naturfarben werden aus Pflanzen und Insekten gewonnen. Der englische Chemiker William Henry Perkin erfand 1856 das Mauvein, die erste synthetische Farbe. Eine Vielzahl synthetischer Farbstoffe kam in der Folgezeit auf den Markt. Billig, leicht anzusetzen und zu verwenden, wurden sie schon seit Mitte der 1860er Jahre in Ușak-Teppichen verwendet. Die ersten synthetischen Farbstoffe erwiesen sich Licht und Feuchtigkeit gegenüber als äußerst unbeständig. Sie enttäuschten so sehr, dass die persischen Herrscher sogar versuchten, ihre Verbreitung gesetzlich und mit Steuermaßnahmen einzuschränken.
Aus der Türkei sind keine Versuche bekannt, dem zunehmenden Gebrauch synthetischer Farben entgegenzuwirken, so dass innerhalb weniger Jahrzehnte die alte Handwerkstradition der Naturfärbung in Anatolien fast vollständig aufgegeben und schließlich vergessen wurde. Schon zu Beginn des 20. Jahrhunderts war westlichen Kunsthistorikern eine drastische Veränderung der Farbgebung orientalischer Teppiche aufgefallen. A.C. Edwards beschreibt 1952 die ästhetische Wirkung der synthetischen Farben wie folgt:

“In a new carpet the [synthetic] colours have a hard, metallic look; in an old one, they are dull and dead.”

„In einem neuen Teppich wirken die Farben hart und metallisch; in einem alten sind sie trübe und tot.“

Um auf dem westeuropäischen und amerikanischen Markt erfolgreich zu sein, mussten synthetisch gefärbte Teppiche meist chemisch behandelt (oft gebleicht, um die harschen Farben abzumildern) werden, bevor sie in den Verkauf gegeben werden konnten.

### Analyse der Naturfarben, und Rekonstruktion der traditionellen Färbeprozesse

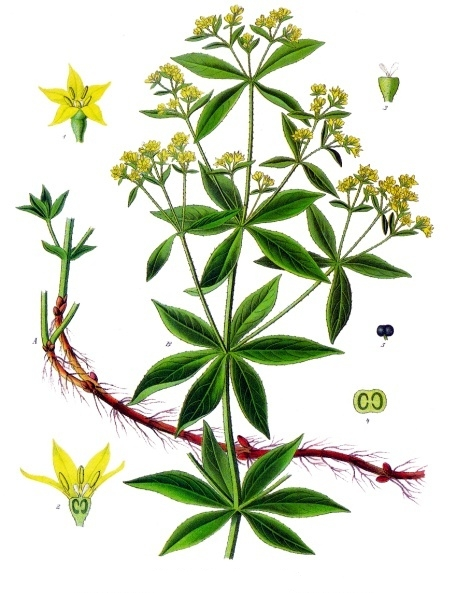
Krapppflanze (Rubia tinctorum)

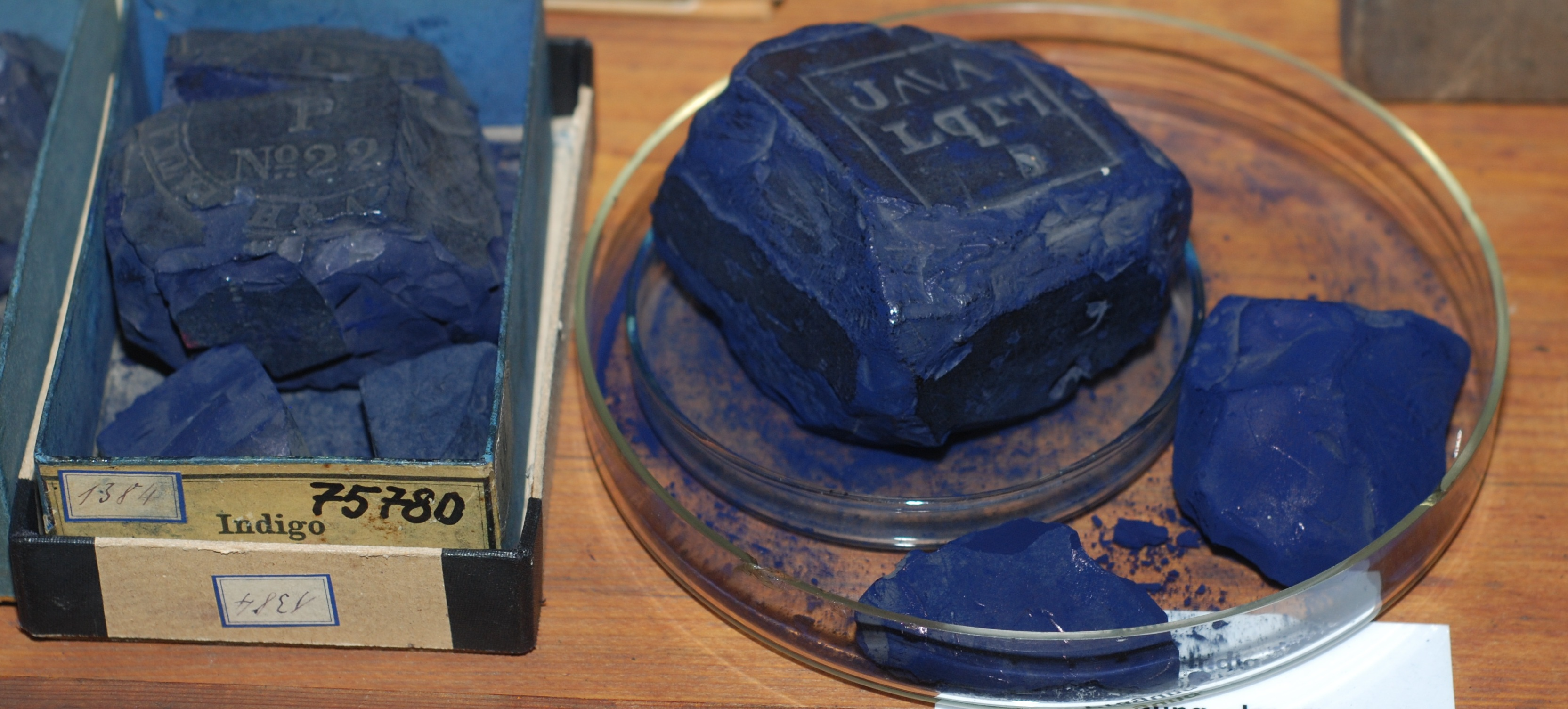
Indigo, Historische Farbstoffsammlung, Technische Universität Dresden

Schon 1952 hatte Edwards vorgeschlagen, die Farbanalyse von Teppichgarnen zur genaueren Bestimmung des Herstellungsorts zeitgenössischer Teppiche zu verwenden. 1982 publizierte dann Böhmer seine Arbeiten an Garnproben antiker anatolischer Teppiche mit Hilfe der Dünnschichtchromatographie. Indem Chromatogramme sowohl von Wollproben als auch von altbekannten Färbepflanzen verglichen wurden, wurden die einzelnen Bestandteile der Farben analysiert und der Färbeprozess experimentell rekonstruiert.
Nach diesen Analysen wurden in anatolischen Teppichen folgende Naturfarben verwendet:
- Rot aus den Wurzeln des Färberkrapp (Rubia tinctorum),
- Gelb aus lokal unterschiedlichen Pflanzen, darunter Zwiebelschalen (Allium cepa), verschiedene Kamillenspecies (Hundskamillen [Anthemis], Echte Kamille [Matricaria chamomilla]), sowie Wolfsmilch (Euphorbia),
- Schwarz: Gallapfel, Eicheln, Gerber-Sumach (Rhus coriaria),
- Grün durch Doppelfärbung mit Indigo und gelbem Farbstoff,
- Orange durch Doppelfärbung mit Krapprot und gelbem Farbstoff,
- Blau: aus Indigo, gewonnen aus der Indigopflanze (Indigofera tinctoria).

Der Färbeprozess beginnt mit der Vorbereitung der Wolle, um sie aufnahmefähig für die Farbstoffe zu machen. Dazu wird die gewaschene Wolle in eine Beizlösung getaucht. Im Anschluss verbleibt sie für eine bestimmte Zeit in der Färbelösung und wird dann an Luft und Sonne getrocknet. Indigoblau gefärbte Wolle kommt gelblich gefärbt aus der Lösung, das Blau entwickelt sich erst durch Oxidation an der Luft. Einige Farben, vor allem Dunkelbraun und Hellgrün, brauchen eisenhaltige Beizen, damit die Färbung gelingt. Diese Beizen greifen die Wollfasern an, so dass der Flor in den mit diesen Farben behandelten Bereichen eines Teppichs sich schneller und stärker abnutzt. Dies kann in älteren anatolischen Teppichen einen Relief-Effekt bewirken, dessen Vorhandensein auf traditionelle Färbung hindeutet.

### Entstehung der DOBAG-Kooperativen
1981 wurde an der Staatlichen Schule für Angewandte Kunst (später die Fakultät der Schönen Künste der Marmara-Universität Istanbul) mit Unterstützung des türkischen Forstministeriums das DOBAG-Forschungsprojekt gegründet, mit dem Ziel, die Forschungsarbeiten Böhmers in ausgewählten Dörfern in die Praxis umzusetzen. Zur Vermarktung der Waren sollte eine Kooperative gegründet werden, die sich finanziell selbst tragen sollte. Mitglieder der Kooperative sollten die Dorfbewohner selbst werden.

#### Die Kooperative in Ayvacik
Die erste Demonstration der traditionellen Färbetechnik fand in einigen Dörfern in der Gegend um Ayvacık in der Provinz Çanakkale statt. Die Region wurde hierfür ausgewählt, weil sich hier eine lange kontinuierliche Knüpftradition erhalten hatte. Mit Hilfe eines Darlehens der türkischen Regierung von fast 100.000 $ konnte die Kooperative gegründet werden. Das Zentrum und zentrale Warenlager befindet sich in Ayvacık, einer Gemeinde von (1998) etwa 5000 Einwohnern. In der Umgebung befinden sich 79 kleinere Dörfer, von denen (1998) 25 der Kooperative beigetreten waren, und die etwa tausend Teppiche pro Jahr produzierten.
Die Mitglieder sind selbst verantwortlich für die Beschaffung der Werkzeuge und des Materials, wenngleich Wolle von der Kooperative erworben werden kann, die über eine eigene Kardiermaschine verfügt. Den Knüpferinnen ist auch freigestellt, ob sie ihre Teppiche an die Kooperative oder im freien Markt verkaufen wollen. Gemäß traditionellem Brauch waren in Ayvacık ursprünglich nur die Männer Mitglieder der Kooperative und nehmen für ihre Frauen den Lohn im Empfang. Später konnten Witwen die Mitgliedschaft ihres verstorbenen Mannes selbst übernehmen. Jährlich wird ein Mitgliedsbeitrag fällig. Auf einer jährlichen Versammlung wird ein Aufsichtsrat gewählt, dessen Vorsitzender ein Gehalt von der Kooperative bezieht. Der offizielle Titel der Kooperative ist „Sınırlı Sorumlu Süleyman Köy Tarımsal Kalkınma Kooperatifi“. Sie ist beim Ministerium für Kleinindustrie der Türkei registriert; nach türkischem Recht dürfen nur die Produzentinnen Mitglied werden.

#### Die Frauenkooperative im Yuntdağ
1982 kam noch ein weiteres Projekt in der Yuntdağ-Region, einem sehr abgelegenen Gebiet zwischen Manisa und Bergama, hinzu. Dort hatte sich das traditionelle Handwerk noch relativ unbeeinflusst erhalten. Im Yuntdağ stellt die Kooperative das gesamte Material und die Werkzeuge zur Verfügung und bezahlt die Knüpferinnen für ihre Arbeit. Die erste Finanzierung kam hier von der Deutschen Gesellschaft für Technische Zusammenarbeit. Hier sind die Knüpferinnen selbst Mitglieder der Kooperative, die somit die erste Frauenkooperative der Türkei darstellt. 1998 waren der Kooperative 130 aktive Knüpferinnen angeschlossen. Der Name dieser Kooperative ist „Sınırlı Sorumlu Doğal Boyalı Dokumaları Üretim ve Pazarlama Kooperatifi“ (Die Kooperative zur Produktion und Vermarktung naturgefärbter handgeknüpfter Teppiche).

### Teppichherstellung im DOBAG-Projekt
DOBAG-Teppiche werden mit symmetrischen (türkischen oder „Gördes“)-Knoten geknüpft. Kett- und Schussfäden bestehen aus versponnener und gezwirnter Schafwolle, das Garn des Flors ist handgesponnen und wird vor Ort mit Naturfarben nach den experimentell wiedergewonnene Prozeduren gefärbt. Nach der Fertigstellung werden die Teppiche nicht chemisch behandelt und weisen daher die originalen, kräftigen Farben auf. Anfänglich erwies sich besonders das Färben von Grüntönen als Herausforderung, da die ersten Versuche mit Mischfärbungen aus Indigo und Gelb unerwünscht olivgrüne Farbtöne ergaben.
DOBAG-Teppiche werden mit einem Lederetikett und Siegel ausgeliefert, anhand derer die Teppiche identifiziert werden können, sowie mit einem Zertifikat, das den Namen der Knüpferin, des Dorfs und der Region angibt. Die Knüpferinnen werden im Sinne des fairen Handels nach Knoten bezahlt. Sobald ein Teppich verkauft wurde, erhält die Knüpferin eine zusätzliche Vergütung. Die kommerzielle Organisation des Projekts liefert die Teppiche direkt an autorisierte Händler, so dass Zwischenhandel vermieden wird.
Von technischer Seite bemüht sich die DOBAG-Initiative somit um die Wiederbelebung der Tradition der anatolischen Teppichknüpferei. Auf der sozialen Ebene soll den Auswirkungen der Urbanisierung dadurch entgegengewirkt werden, dass auch Frauen in kleinen Dörfern sich ein regelmäßiges Einkommen erarbeiten können.

## Auswirkungen

### „Renaissance des Teppichs“

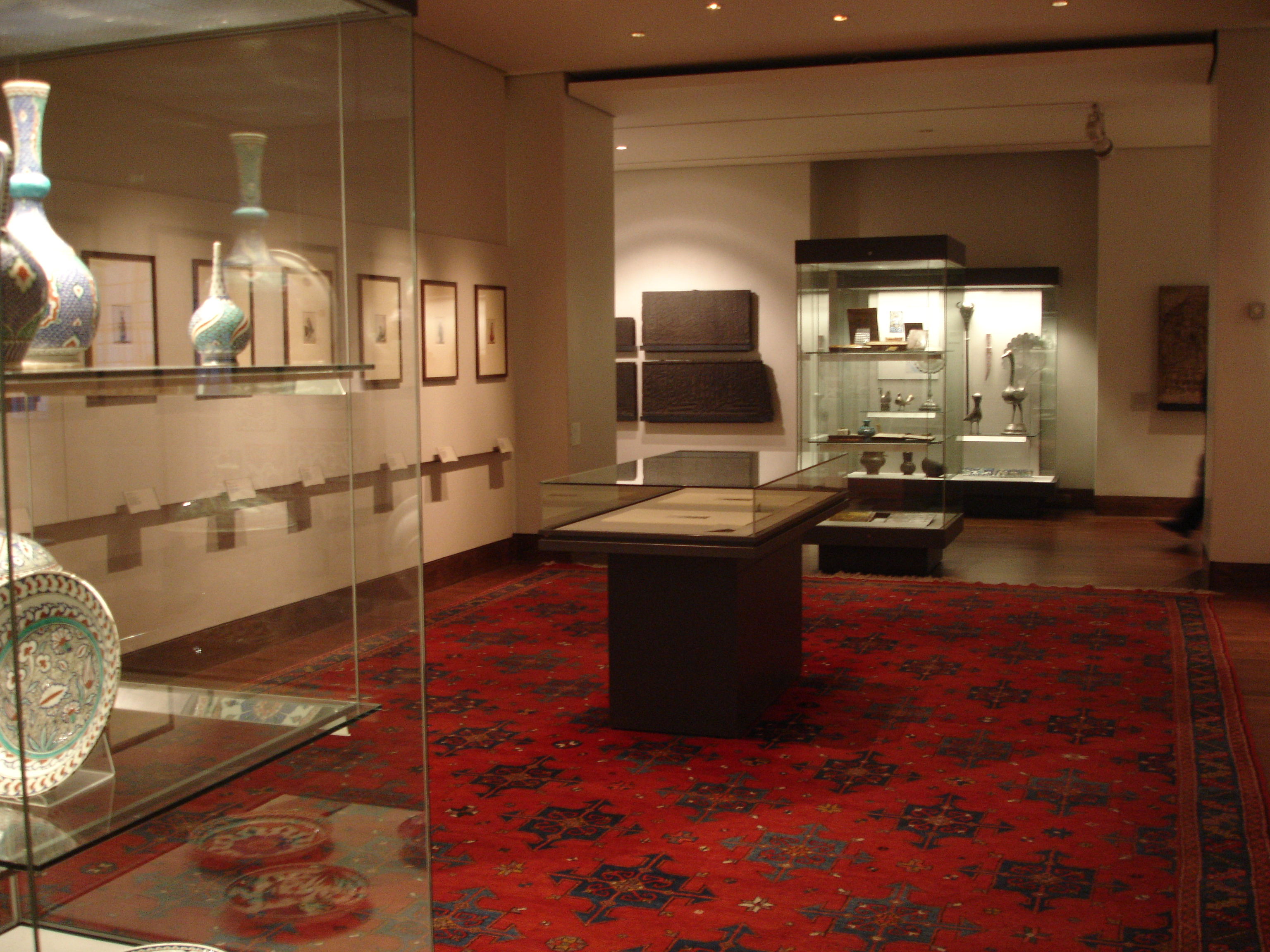
DOBAG-Teppich, hergestellt für die Islamische Galerie des Britischen Museums

DOBAG-Teppiche wurden erstmals vom 27. November bis 24. Dezember 1982 in der Galerie Franz Bausback, Mannheim, ausgestellt. Als Auftragsfertigung hergestellt, sind sie in der islamischen Galerie des British Museum, im Victoria and Albert Museum, All Souls College, Oxford, der Academy of Sciences and De Young Museum of Asian Art, San Francisco, im Nationalen Museum für Ethnologie, Osaka, Japan, im Weltmuseum Wien, und im Royal Museum Edinburgh zu sehen.
Die Ideen der DOBAG-Initiative wurde auch von anderen Teppich knüpfenden Ländern übernommen, beispielsweise dem Iran. Dort wurde das traditionelle Färben mit Pflanzenfarben in den 1990er Jahren wiederbelebt. Das generelle Interesse der Kunden an traditionell gefärbten persischen Teppichen traf auf Färbemeister wie Abbas Sayahi, der das Wissen um die traditionellen iranischen Rezepte bewahrt hatte. Nachdem das kommerzielle Interesse an handgeknüpften Teppichen aus handversponnener, mit Naturfarben gefärbter Wolle sich ausweitete, übernahmen auch einige Teppichhersteller den Ansatz der DOBAG-Initiative. Die Rückkehr der Produzenten zum traditionellen Teppichknüpfen und das darauf folgende Interesse der Käufer, solche Teppiche zu erwerben, wurde von Eilland als die „Renaissance des Teppichs“ beschrieben.

### Soziale Aspekte
Die Verbindung kommerzieller und sozialer Ziele innerhalb des DOBAG-Projekts hat eine Reihe vergleichbarer Initiativen ins Leben gerufen, bei denen die Profite aus der Knüpferei im Wesentlichen dazu benutzt werden, die soziale und wirtschaftliche Situation der Knüpfer zu verbessern:
- Das „Cultural Survival Ersari Turkmen Project“[21] unterstützt Flüchtlinge aus Afghanistan.
- Barakat, Inc. ist eine nicht profitorientierte Organisation, die die Ausbildung und medizinische Versorgung afghanischer Flüchtlinge sicherstellt.[22] Die Initiative wird von der Yayla Tribal Rug Company[18] finanziert.
- Das „Survival Tibetan Project“ unterstützt Tibeter.[23]

### Wissenschaftliche Aspekte
Im späten 19. Jahrhundert setzte das wissenschaftliche Interesse westeuropäischer Forscher am Orientteppich ein. Die Textilien wurden als ein wesentlicher Bestandteil der islamischen Kunst erkannt. Der Kunsthistoriker Wilhelm von Bode stellte aber 1902 fest, dass das Kunsthandwerk des Teppichknüpfens schon zu seiner Zeit der wissenschaftlichen Forschung nicht mehr vollständig zugänglich war. Die Einführung synthetischer Farben und die kommerzielle Massenproduktion mit am Markt erfolgreichen Mustern habe dazu geführt, dass das Wissen um die traditionellen Farben und Muster einzelner Volksgruppen oder Regionen weitgehend verloren gegangen sei. Auch antike Teppiche könnten nicht immer einer regionalen oder ethnischen Tradition zugeordnet werden.
Aufgrund der Kooperation mit den wissenschaftlichen Instituten der Marmara-Universität (Abteilung für traditionelles Handwerk und Design) bietet das DOBAG-Projekt eine Gelegenheit, prospektiv die kunstgeschichtlichen und sozio-ökonomischen Konsequenzen der Wiederbelebung der traditionellen Teppichknüpfung in ländlichen Gebieten Anatoliens zu erforschen.
Im Jahr 2000 richtete die Turkish Cultural Foundation das Labor für die Bewahrung des kulturellen Erbes und für Naturfarben (Cultural Heritage Preservation and Natural Dyes Laboratory) ein. Dessen Aufgabe besteht darin „für die Naturfarben der Türkei zu werben (…), die Kunst des Färbens mit Naturfarben wiederzubeleben, und Arbeitsgelegenheiten für die Landbevölkerung zu schaffen“. Die Veröffentlichungen und Tagungsaktivitäten erweitern das Wissen um die traditionelle Teppichherstellung in der Türkei.

## Stand der Initiative 2016
Schon 1995 beklagte Eilland, dass trotz des kommerziellen Erfolgs und der Bedeutung und Tragweite der Projektidee nur spärlich Information über den Stand und das weitere Ergehen zu erhalten sei. Ende 2015 wurde auf der Internetseite eines der deutschen Vertreiber mitgeteilt, dass der Verkauf von DOBAG-Teppichen zum 1. Juli 2016 eingestellt werde, weil aus dem Projekt nicht mehr ausreichend Nachschub an Waren zu erhalten sei. Wie aus einer Publikation der İstanbul Textile and Apparel Exporters’ Associations (ITKIB) von 2011 hervorgeht, geht die Produktion handgeknüpfter gegenüber maschinell hergestellten Teppichen in der Türkei den letzten Jahren zurück.